# Берхтесгаден (район)
Берхтесгаден (Берхтесґаден; нім. Landkreis Berchtesgadener Land) — район в Німеччині. Центр району — місто Бад-Райхенгалль. Район належить до землі Баварія. Підпорядкований адміністративному округу Верхня Баварія. Густота населення — 122 чол./км².

## Адміністративний поділ району

Адміністративний поділ району.

Район складається з трьох міст (нім. Städte), 12 громад/торгових громад (нім. Gemeinden/Märkte) і двох невключених територій (Шелленберзький ліс і Ек). Дані про населення наведені станом на 31 грудня 2021).
| Міста (населення)                                                   | Громади (населення) |
| ------------------------------------------------------------------- | --- |
| 1. Бад-Райхенгаль (18 530) 2. Ляуфен (7319) 3. Фрайлассінг (17 289) | 1. Айнрінг (9847) 2. Анґер (4532) 3. Баєріш-Гмайн (3086) 4. Берхтесгаден (7698) 5. Бішофсвізен (7280) 6. Зальдорф-Зургайм (5554) 7. Марктшелленберг (1764) 8. Підінг (5447) 9. Рамзау (1714) 10. Тайзендорф (9346) 11. Шенау (5596) 12. Шнайцльройт (1325) |